# 康宁牛头犬队
康宁牛头犬队（Corning Bulldogs）是美国篮球协会的一支球队，球队2007年起加盟美国篮球协会联盟(ABA)联盟，球队选择纽约州的康宁市这么一个小城作为球队的主场。